# You Fail Me
You Fail Me è il quinto album in studio del gruppo musicale metalcore statunitense Converge, pubblicato nel 2004 dalla Epitaph Records.

## Il disco
L'album coincide con importanti cambiamenti per la band, come il passaggio alla Epitaph Records, etichetta specializzata in punk e hardcore di proprietà di Brett Gurewitz, chitarrista dei Bad Religion. Soprattutto, per la prima volta i Converge si presentano come quartetto, dopo l'abbandono del chitarrista Aaron Dalbec nel 2001 subito dopo la pubblicazione di Jane Doe per dedicarsi interamente ai suoi Bane; la band decise all'epoca di non trovare un sostituto, lasciando Kurt Ballou come unico chitarrista. Dopo i primi 10 anni fatti di continui via-vai di membri, la formazione dei Converge in You Fail Me non sarebbe mai più cambiata da lì in poi, diventando così quella storica, o almeno la più conosciuta, per la band.
Forte sia del passaggio ad un'etichetta più importante come la Epitaph (che ha potuto vantare gruppi punk importanti come gli Offspring) sia dell'enorme credibilità ottenuta con il precedente Jane Doe, You Fail Me è il primo album dei Converge a comparire in classifica ottenendo così un vero successo commerciale. Il nuovo team di produzione, tra cui figura sempre il chitarrista Ballou, riavvicina il sound dei Converge all'hardcore punk più grezzo delle loro prime produzioni, rendendo i suoni dei tre strumenti meno taglienti, soluzione che non è dispiaciuta alla critica.

## Il video diEagles Become Vultures
Diretto da Zack Merck, il video ha come protagonista un impiegato che nell'intro del clip si trova in un ascensore insieme ai suoi colleghi per recarsi in ufficio; l'uomo, teso, sudato e ansioso al punto da sentirsi mancare l'aria, esce dall'ascensore guardando con timore il luogo di lavoro, i colleghi e soprattutto il suo capoufficio, classico uomo tutto d'un pezzo che scruta l'orologio mentre i suoi impiegati arrivano al lavoro; presumibilmente è lui la causa dell'angoscia del protagonista.
Giunto nel suo scomparto, parte il riff di batteria che dà inizio al brano: l'ufficio, dapprima asettico e illuminato dai neon, si sposta improvvisamente su una terrazza a cielo aperto, le pareti da bianche diventano rosse, così come le divise di tutti gli impiegati, l'abbigliamento del protagonista cambia da una comunissima camicia bianca da impiegato ad una nera, compaiono i singoli membri dei Converge che suonano il pezzo. Mentre tutti sembrano restare indifferenti al cambiamento di scenario, l'uomo, nel vedere i cavi elettrici del suo ufficio trasformarsi in innumerevoli serpenti, esce sconvolto dal suo scomparto, per poi accorgersi di una mano insanguinata sulla sua scrivania. Fa appena in tempo a nasconderla nella sua valigia che interviene il suo capo a rimproverarlo; l'uomo reagisce verbalmente e riapre la valigetta trovando del nastro adesivo che usa per legare e imbavagliare il suo superiore; infine, della sabbia viene fatta cadere su di lui (e sul cantante Jacob Bannon) tra gli applausi freddissimi dei colleghi. Nel finale, l'uomo si risveglia da quella che era solo una fantasia vendicativa, ritrovandosi nel solito ascensore da cui esce, stavolta, con tutta tranquillità.

## Tracce
Tutti i testi sono di Jacob Bannon, tutte le musiche sono dei Converge.
1. First Light - 1:01
2. Last Light - 3:33
3. Black Cloud - 2:19
4. Drop Out - 2:31
5. Hope Street - 1:06
6. Heartless - 2:28
7. You Fail Me - 5:36
8. In Her Shadow - 6:25
9. Eagles Become Vultures - 2:10
10. Wolves At My Door - 2:32 (presente solo nella versione in vinile e nell'edizione giapponese)
11. Death King - 2:07
12. In Her Blood - 4:06
13. Hanging Moon - 2:04

## Formazione
- Jacob Bannon - voce, artwork
- Kurt Ballou - chitarra, voce, theremin, tastiere
- Nate Newton - basso, voce
- Ben Koller - batteria